# Étroussat
Étroussat é uma comuna francesa na região administrativa de Auvérnia-Ródano-Alpes, no departamento Allier. Estende-se por uma área de 12,94 km². Em 2010 a comuna tinha 671 habitantes (densidade: 51,9 hab./km²).